# Galo Chiriboga
Galo Chiriboga Zambrano (Cuenca, Azuay, 21 de mayo de 1950) es un abogado y político ecuatoriano. Se ha desempeñado como ministro de Estado entre 2006 y 2008, embajador de Ecuador entre 2009 y 2011, por concurso de méritos y oposición es nombrado como fiscal general del Estado, cargo desempeñado entre 2011 y 2017.

## Biografía
Nació en la ciudad de Cuenca, Azuay, el 21 de mayo de 1950. Es hijo de Carmela Zambrano y de Joaquín Chiriboga Valencia, quien es tío abuelo político del expresidente Rafael Correa.
Se graduó como doctor en Jurisprudencia en la Universidad Católica de Quito. Posteriormente obtuvo un magíster en Administración, especialización en Derechos Humanos por la Universidad Robert Shuman en la ciudad de Estrasburgo en Francia. Tiempo después se especializó en Derecho Laboral por la Universidad Central del Ecuador, cursó un Magíster en Administración en la Universidad EAFIT en la ciudad colombiana de Medellín, se especializó en Derecho Financiero, Bursátil y Seguros por la Universidad Andina Simón Bolívar, y se especializó en Contratos por la Universidad de Salamanca en España.
Inició su vida política con el cargo de Intendente de Policía de Pichincha en el Gobierno del Presidente Jaime Roldós Aguilera. Se desempeñó como Presidente, Vicepresidente y Secretario General Continental de la Asociación Americana de Juristas, Organización No Gubernamental con estatuto consultivo de las Naciones Unidas.
En el gobierno de Alfredo Palacio fue Ministro de Trabajo y Ministro de Gobierno. También fue Presidente de Petroecuador.
En el gobierno de Rafael Correa ha sido Ministro de Minas y Petróleos desde el 23 de julio de 2007 hasta el 8 de octubre de 2008 en reemplazo de Alberto Acosta y Embajador del Ecuador en España desde el 23 de diciembre de 2009 hasta el 3 de febrero de 2011. En 2010 fue abogado del mandatario en el juicio que este le ganó al Banco Pichincha por incluirlo en la Central de Riesgos por una deuda inexistente.
Participó en las elecciones primarias del movimiento de gobierno Alianza PAÍS para candidato a alcalde de Quito.
El 19 de julio de 2011 fue designado por el Consejo de Participación Ciudadana y Control Social como fiscal general del Ecuador en reemplazo de Washington Pesántez, quien dimitió del cargo.
Dentro de los logros alcanzados en su administración como fiscal general del Estado, se destacan las investigaciones realizadas sobre los casos Panama Papers, Petro-Ecuador, Odebrech, para este último realizó todos los avances necesarios a nivel de justicia internacional, por medio de la herramienta constitucional denominada cooperación internacional, para con las fiscalías y entidades de justicia de varios países, de estos se destacan: Estados Unidos, Argentina, Brasil, Chile, Colombia, Ecuador, México, Panamá, Perú, Portugal, República Dominicana y Venezuela.
Participó en la investigación como fiscal en 2013 solicitando la detención de Álvaro Pulido (socio de Alex Saab en la empresa Fondo Global de Construcción de Colombia) en 2015 por un escándalo de corrupción de su empresa Fondo Global de Construcción de Ecuador (Foglocons) dentro del Sistema Único de Compensación Regional de Pagos (Sucre) Más tarde presentóla apelación al sobreseimiento del juicio.

### Incidente Panama Papers
El nombre de Galo Chiriboga figura en los registros hechos públicos por los Panama Papers. De acuerdo a esos récords, Chiriboga es dueño de Madrigal Finance Corp., una empresa constituida en Panamá. La empresa offshore no tiene cuentas, propiedades ni otras vinculaciones financieras en Panamá. De acuerdo a Chiriboga, esta empresa fue producto de una inversión de 80.000 dólares hecha en un banco Ecuatoriano. Esta inversión estaba relacionada con un juicio que se le seguía a una familia alemana por el incumplimiento de un crédito hipotecario. El bien, adquirido con dicha inversión, fue puesto en la compañía Offshore Madrigal Finance Corp.
El viernes 28 de octubre del 2016, un grupo de abogados protestaron en contra de Chiriboga afuera de las instalaciones de la Fiscalía del Guayas, en el centro de Guayaquil. Los juristas asimismo apoyaban al abogado Pedro Granja, quien sostiene ser intimidado por la Fiscalía por representar a la pareja de esposos alemanes que ha denunciado la usurpación de la vivienda relacionada con Madrigal Finance Corp.